# Aloe mandotoensis
Aloe mandotoensis é uma espécie de liliopsida do gênero Aloe, pertencente à família Asphodelaceae.